# Малахово (Алейський район)
Мала́хово (рос. Малахово) — село у складі Алейського району Алтайського краю, Росія. Входить до складу Алейської сільської ради.

## Населення
Населення — 276 осіб (2010; 301 у 2002).
Національний склад (станом на 2002 рік):
- росіяни — 86 %